# SS Utopia
El SS Utopia fue un buque de vapor transatlántico de pasajeros construido en 1874 por Robert Duncan & Co, empresa localizada en Glasgow. De 1874 a 1882 operó en las rutas de la compañía naviera escocesa Anchor Line de Glasgow a Nueva York, de Glasgow a Bombay y de Londres a Nueva York. A partir de 1882 transportó inmigrantes italianos a Estados Unidos.
El 17 de marzo de 1891, el Utopía chocó accidentalmente con el acorazado HMS Anson en la Bahía de Algeciras, hundiéndose en 20 minutos. En el accidente murieron 562 de los 880 pasajeros y tripulantes del Utopia y dos rescatadores del HMS Immortalité. El hundimiento del Utopia se atribuyó a un "grave error de juicio" de su capitán John McKeague, que sobrevivió al accidente.

## Anchor Line
SS Utopia fue un transatlántico construido por Robert Duncan en Glasgow para Anchor Line. Utopia era un barco gemelo de Elysia (1873) y Alsatia (1876), diseñado para transportar 120 pasajeros de primera clase, 60 de segunda clase y 600 de tercera clase. Fue presentado el 14 de febrero de 1874 y zarpó en su viaje inaugural a la ciudad de Nueva York el 23 de mayo de 1874. Después de 12 viajes de ida y vuelta en la ruta de Glasgow a la ciudad de Nueva York, navegó en la ruta de Glasgow a Bombay. En abril de 1876, Anchor Line transfirió Utopia, Elysia, Anglia y Australia para servir la ruta de Londres a la ciudad de Nueva York. El 6 de septiembre de 1878, atropelló y hundió el barco alemán de aparejo completo Helios. Utopia rescató a su tripulación. Utopía realizó 40 viajes de ida y vuelta en esta ruta.
En 1882 fue trasladada al Mediterráneo y focalizó sus servicios regulares en el transporte de inmigrantes italianos a los Estados Unidos. Entre 1890 y 1891 fue reacondicionada con una máquina de vapor de triple expansión . Para maximizar los ingresos en la ruta italiana, su alojamiento de primera clase se redujo a 45 pasajeros, la segunda clase se eliminó por completo y la capacidad de tercera clase se incrementó a 900 literas.

## Hundimiento

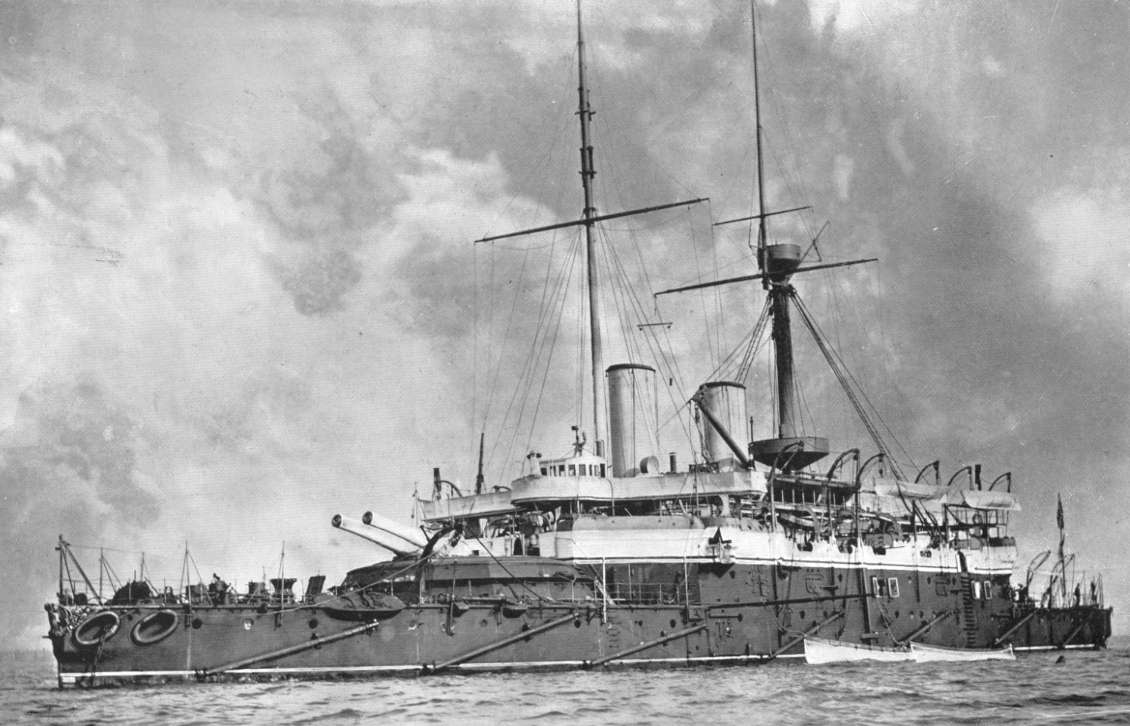
en 1897

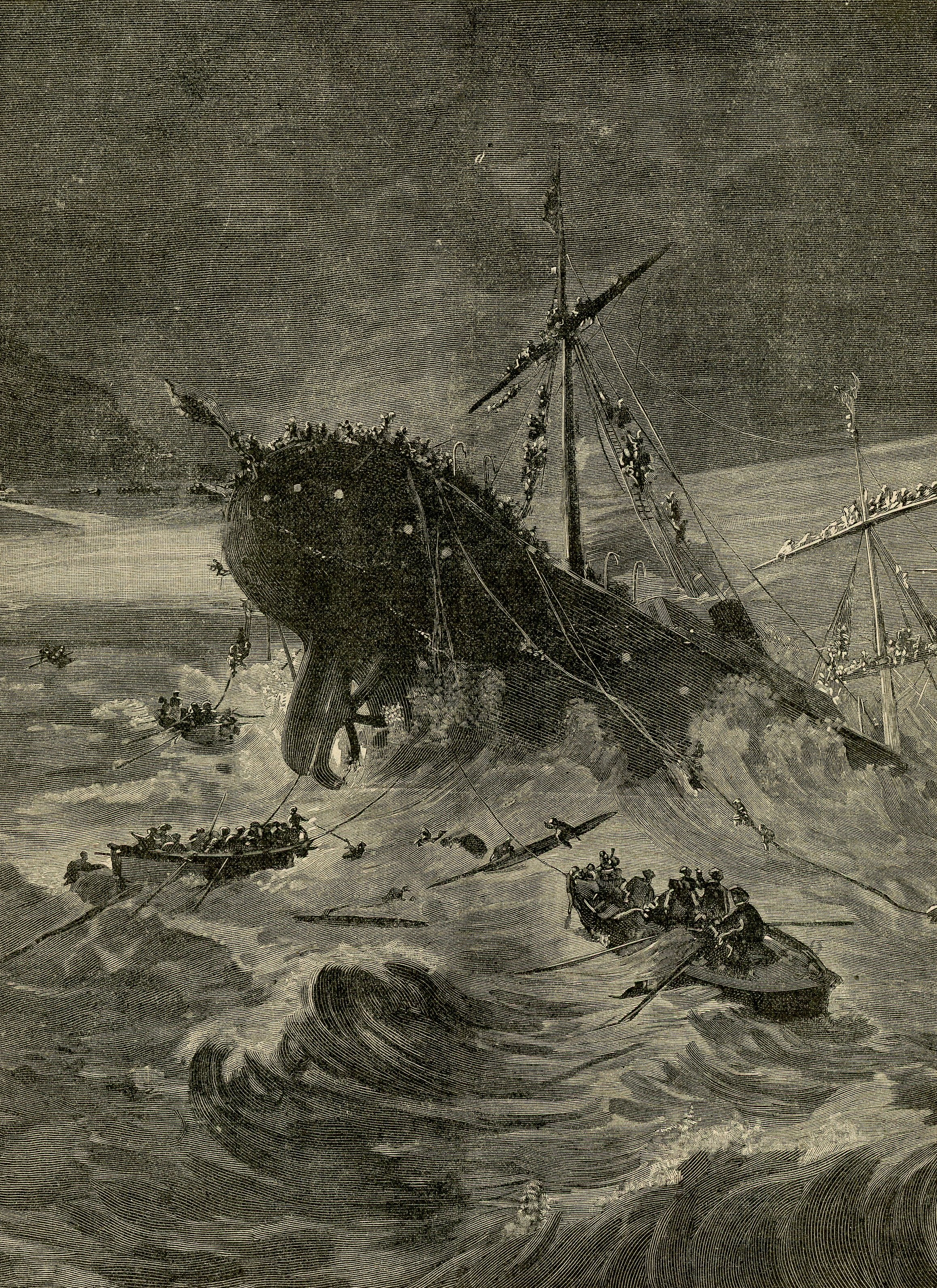
Dibujo del hundimiento del Utopia

El 25 de febrero de 1891, Utopia zarpó del puerto de Trieste hacia la ciudad de Nueva York, con escalas en Nápoles, Génova y Gibraltar . Llevaba un total de 880 personas: 59 tripulantes (la mayoría de ellos mayordomos), 3 pasajeros de primera clase, 815 pasajeros de tercera clase y 3 polizones. Había 85 mujeres y 67 niños. Según la declaración firmada del capitán John McKeague, Utopia normalmente transportaba siete botes salvavidas que podían acomodar hasta "460 personas en clima templado", pero la noche de la catástrofe faltaba uno de estos botes.

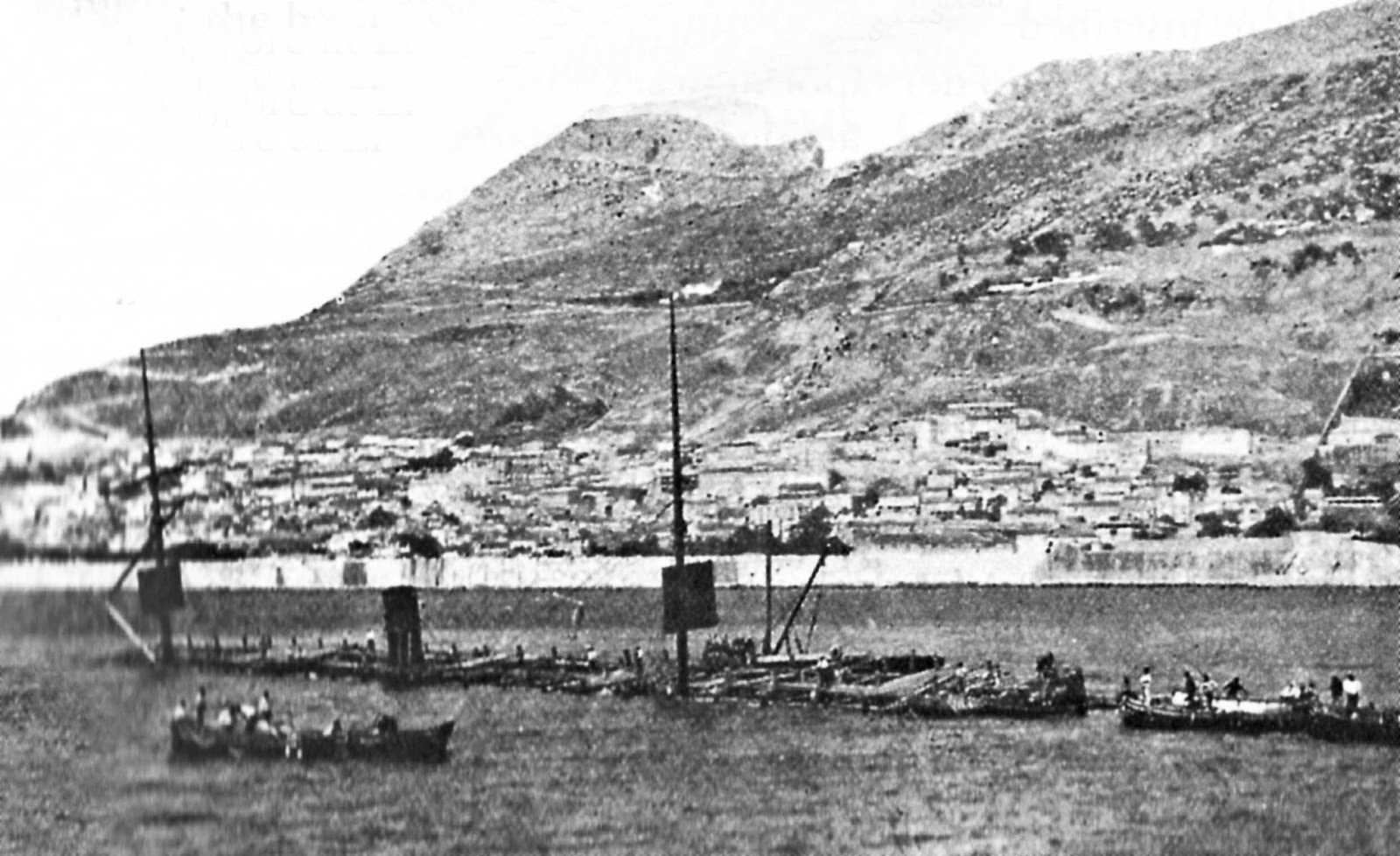
Naufragio del Utopia en el puerto de Gibraltar

SS Utopia llegó a Gibraltar en la tarde del 17 de marzo. El Capitán McKeague navegó Utopia a su fondeadero habitual en el puerto interior, pero se dio cuenta de que estaba ocupado por dos acorazados, HMS Anson y HMS Rodney. McKeague aseguró más tarde que había sido deslumbrado temporalmente por el reflector de Anson. Cuando la vista de McKeague se recuperó, "descubrió de repente que el fondeadero interior estaba lleno de barcos". McKeague, según su declaración, pensó que Anson estaba "más lejos de lo que realmente estaba". De repente, un "fuerte vendaval combinado con turbulentas corrientes arrastró el barco a través de la proa del Anson, y en un momento su casco fue perforado y cortado por el espolón del acorazado". Según el tercer oficial, Francis Wadsworth, el impacto ocurrió a las 6:36 de la tarde. El ariete Anson abrió un agujero 5 metros (16,4 pies) de ancho por debajo de la línea de flotación de Utopia, provocando la inundación inmediata de sus bodegas.
McKeague al principio consideró varar el barco, pero Utopia perdió casi instantáneamente la potencia del motor: los ingenieros habían apagado los motores para evitar una explosión de vapor. McKeague ordenó bajar los botes salvavidas y abandonar el barco, pero Utopia se inclinó inesperadamente 70 grados, aplastando y hundiendo los botes. Los sobrevivientes se aferraron al estribor de Utopia mientras cientos quedaron atrapados dentro de las bodegas de tercera clase. 20 minutos después del impacto, Utopia se hundió a una profundidad de 17 metros (55,8 pies). Sus mástiles, sobresaliendo por encima de las olas, se convirtieron en el último refugio de los supervivientes.
Anson, la corbeta de la Marina sueca Freja y otros barcos cercanos enviaron inmediatamente equipos de rescate al lugar de los hechos, pero el mal tiempo y una fuerte corriente les dificultaron acercarse a los restos del naufragio. "Los rescatistas, cegados por el viento y la lluvia, no vieron nada más que una masa confusa de seres humanos luchando entre los escombros". Dos marineros del HMS Immortalité, James Croton y George Hales, se ahogaron al intentar rescatar a los sobrevivientes cuando su bote quedó a la deriva en las rocas. La búsqueda y el rescate continuaron hasta las 11 pm De los 880 pasajeros y tripulantes de Utopia, hubo 318 sobrevivientes: 290 pasajeros de tercera clase, 2 pasajeros de primera clase, 3 intérpretes de italiano y 23 tripulantes. Los 562 pasajeros y la tripulación restantes de Utopia estaban muertos o desaparecidos.

## Secuelas

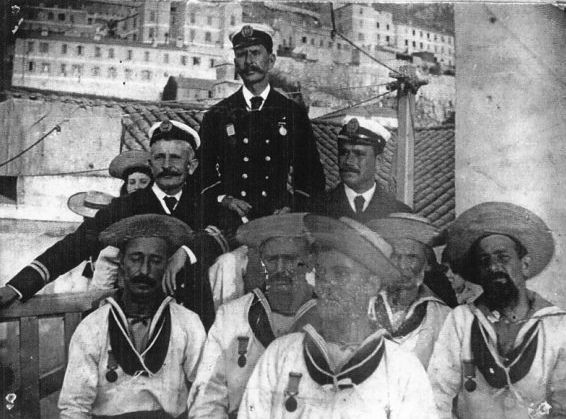
Miembros de la Autoridad Portuaria de Gibraltar, la mayoría de ellos hombres gibraltareños no identificados, con medallas otorgadas por su valentía durante el desastre. La identificación tentativa se puede encontrar en.

Croton y Hales fueron enterrados con honores militares el 19 de marzo. El primer grupo de víctimas de Utopía, 28 adultos y 3 niños, fueron enterrados en una trinchera en Gibraltar el 20 de marzo. Los buzos enviados a examinar los restos del naufragio informaron que los espacios interiores de Utopía "estaban abarrotados de cuerpos ... que se habían convertido en una masa casi sólida"; y que "los cuerpos de muchos de los ahogados se encontraron tan firmemente unidos que era difícil separarlos". Cientos de cuerpos quedaron atrapados en las bodegas de proa del barco hundido.
El Capitán McKeague fue arrestado y puesto en libertad el mismo día con una fianza de 480 libras esterlinas. El tribunal de instrucción británico presidido por Charles Cavendish Boyle, Capitán del Puerto de Gibraltar, se reunió el 23 de marzo de 1891 "en virtud de las disposiciones de la Ordenanza de la Marina Mercante, Gibraltar, 1886". McKeague fue declarado culpable de graves errores de juicio: "en primer lugar, al intentar entrar en el fondeadero ... sin haber abierto primero y averiguado qué barcos había allí" y "en segundo lugar, al intentar girar su barco a través de la proa del HMS Anson".
Los restos del SS Utopia se reflotaron en julio de 1892 y se llevaron de vuelta a Escocia. Sus dueños abandonaron los planes de reactivar el barco y lo dejaron oxidarse en el río Clyde. El casco fue desguazado en 1900.